# Specjalne świadczenia emerytalno-rentowe
Specjalne świadczenia emerytalno-rentowe – pojęcie, pod którymi może się kryć świadczenie emerytalne albo rentowe przyznane z Funduszu Ubezpieczeń Społecznych przez Prezesa Rady Ministrów (premiera RP) w szczególnie uzasadnionych przypadkach na warunkach i w wysokości innej niż określone w ustawie o emeryturach i rentach z Funduszu Ubezpieczeń Społecznych na mocy art. 82 ust. 1 ustawy z dnia 17 grudnia 1998 r. o emeryturach i rentach z Funduszu Ubezpieczeń Społecznych.
Premier „w szczególnie uzasadnionych przypadkach” (czyli de facto dyskrecjonalnie) ma prawo do przyznania świadczenia na warunkach i w wysokości innej niż określone w ustawie. Media wiele razy krytykowały poszczególnych premierów za przyznawanie emerytur i rent specjalnych. Premier Jerzy Buzek w ostatnich dniach urzędowania przyznał rentę m.in. odchodzącej marszałek Senatu Alicji Grześkowiak i odchodzącemu koordynatorowi służb specjalnych Januszowi Pałubickiemu. Premier Leszek Miller przyznał ją byłemu szefowi KRRiT Bolesławowi Sulikowi.
W 2022 premier Mateusz Morawiecki przyznał  180 świadczeń specjalnych, w 2021 – 150,  w 2020 r. – 39, a w 2019 r. – 82.